# Edmund Spenser
Edmund Spencer (circa 1552 - 13 ianuarie 1599) a fost un poet englez din Epoca elisabetană. Este cunoscut în special pentru poemul său epic The Faerie Queene (Crăiasa Zânelor), o alegorie fantastică care omagiază dinastia Tudor și pe regina Elisabeta I a Angliei. El este recunoscut ca unul din primii maeștri de la începuturile poeziei engleze moderne și unul din poeții cei mai însemnați în limba engleză.

## Biografie

### Copilărie și tinerețe
Spenser s-a născut în 1552 sau 1553 la East Smithfield, lângă Londra, într-o familie nevoiașă..Data precisă a nașterii sale nu este cunoscută, și chiar existau anumite dubii în legătură cu identitatea părinților săi, aceasta deoarece registrele populației din zona în care s-a născut au fost distruse în Incendiul Londrei din 1666.  Se presupune ca era fiu al postăvarului John Spenser și al soției sale Elisabeth, care venise la Londra din Lincolnshire. Din 1561 a învățat la Merchant Taylors' School din Northwood, o școală publică a breslei negustorilor croitori, al cărui director, umanistul Richard Mulcaster, a promovat o nouă concepție a educației, care, în afara învățării limbii latine, a elenei, a unor noțiuni de ebraică și a învățăturii creștine protestante, acorda atenție și studiului muzicii și al artei dramatice precum și al limbii materne, engleza.Între anii 1569-1576 Spenser a studiat cu o bursă la Colegiul Pembroke din cadrul Universității Cambridge și a obținut o diplomă de licențiat și apoi de master în litere.
La colegiu s-a împrietenit cu Gabriel Harvey, cu care s-a sfătuit mai târziu în materii literare, deși concepțiile lor poetice erau diferite. În 1578 Spenser a devenit pentru scurtă vreme secretar al lui John Young, episcop de Rochester.
În jurul anului 1579 Spenser a reușit să intre în suita lui Robert Dudley, primul conte de Leicester, favorit al reginei Elisabeta. Acesta l-a luat sub oblăduirea sa și l-a prezentat nepotului său, cunoscutul literat Sir Philip Sidney, care, la rândul său, i-a devenit prieten și protector. În acel an, Spenser s-a căsătorit cu prima sa soție, Machabyas Childe, cu care a avut doi copii, Sylvanus (d. 1638) pe care l-a botezat după numele fiului dascălului său Mulcaster.  și Katherine. Tot în 1579 Spenser a publicat anonim „The Shepheard's Calender” (Calendarul păstorului) cu care a obținut primul său succes poetic.

### Viața și activitatea în Irlanda
În 1580, Spenser a devenit „Chief Secretary for Ireland”, și în această calitate, secretarul lordului Arthur Grey, al 14-lea baron Grey de Wilton, care fusese numit în vremea colonizării engleze în Irlanda (pe atunci Regatul Irlandei), reprezentant (Lord Deputy) al reginei 
Elisabeta I în această țară, și s-a mutat la Dublin. Spenser a slujit sub Grey și sub Walter Raleigh și probabil, a asistat la asediul fortăreței Fort d'Oro de la Smerwick în peninsula Dingle, și a masacrului mercenarilor italieni și spanioli ce i-a urmat. 
După ce Lordul Gray a fost rechemat în Anglia în 1582, Spenser a rămas în Irlanda și a dobândit alte posturi oficiale, precum și pământuri în „Plantația Munster”.
Raleigh a achiziționat în acea perioadă proprietăți în apropiere de Munster, care fuseseră confiscate de la localnici în urma celei de-a doua Răscoale Desmond. Între 1587-1589, Spenser și-a achiziționat principala sa moșie lângă vechiul castelul normand de la Kilcolman, lângă Doneraile în North Cork. Se presupune că nu locuia în castel, care era într-o stare destul de rea, ci într-o casă din preajma lui .Mai târziu, în 1597  a mai cumpărat o nouă proprietate și un castel la sud, la Rennie, pe o stâncă cu vedere la râul Blackwater, tot în sudul comitatului Cork. Ruinele ei sunt vizibile și astăzi. La mică distanță a crescut un copac, cunoscut local sub numele de „Spenser’s Oak”, până ce a fost distrus de un fulger în anii 1960. O legendă locală susține că el a scris o parte din „The Faerie Queene” (Crăiasa zânelor) sub acest copac. 
Se știe că prima parte a acestui poem a scris-o în zilele trăite în moșia Castelului Kilcolman.  
În 1589, Sir Walter Raleigh l-a vizitat acolo și, fiind încântat de poem, l-a îndemnat pe  Spenser să publice primele lui cânturi. Cu speranța unui succes, Spenser a mers apoi, la Londra, însoțit de Raleigh, și a cunoscut-o pe regina Elisabeta I. Aceasta i-a acordat o pensie de 50 de lire sterline. 
Probabil că poetul spera să-și asigure prin versurile sale, un loc la curtea reginei, dar următoarea sa creație semnificativă, satira Povestea Mamei Hubberd,l-a antagonizat cu îndrăzneală pe secretarul principal al reginei, Lord Burghley (William Cecil) . Întors în Irlanda în anul următor, 1590, Spenser a fost, în schimb, în centrul unui cerc literar din care făceau parte prietenul său de o viață Lodowick Bryskett  și Dr. John Longe, arhiepiscop de Armagh.
În 1591 Spenser a publicat o traducere a sonetelor lui Joachim Du Bellay Les Antiquités de Rome din 1558 . Versiunea engleză a lui Spenser, Ruines of Rome, părea sa fie influențată de poeme latine pe aceeași temă, scrise de Jean sau Janis Vitalis, și publicate în 1576.   
În 1594 prima sa soție, Machabyas, a decedat, și, apoi, în același an, el a luat de soție pe Elizabeth născută Boyle, cu mult mai tânără și înrudită cu Richard Boyle, primul conte de Cork. Spenser i-a dedicat noii soții ciclul de sonete Amoretti. Nunta lor a fost celebrată în imnul nupțial „Epithalamion”. Noii perechi i s-a născut un fiu pe nume Peregrine (1594-1598)
În 1596 Spenser a scris un pamflet în proză 
intitulat A View of the Present State of Ireland (O vedere asupra stării prezente a Irlandei). Redactat sub forma unui dialog, și circulând în manuscris, el a rămas nepublicat până la jumătatea secolului al XVII-lea. Probabil că nu a fost tipărit din cauza conținutului său inflamator. Pamfletul susținea că Irlanda nu va putea fi niciodată  „pacificată” cu totul, pana ce nu-i vor fi distruse limba și obiceiurile, dacă va fi nevoie, prin violență.   

În 1598 în timpul Războiului irlandez de Nouă Ani, răsculați irlandezi de sub conducerea lui Aodh Ó Néill l-au izgonit din casă. La 15 octombrie 1598 Castelul său de la Kilcolman a fost jefuit și incendiat, iar, după mărturia lui Ben Jonson copilul său (Peregrine) a murit în incendiu. Spenser și soția au fugit printr-un tunel subteran spre niște peșteri din apropiere și, de acolo la Cork, unde fusese numit șerif.

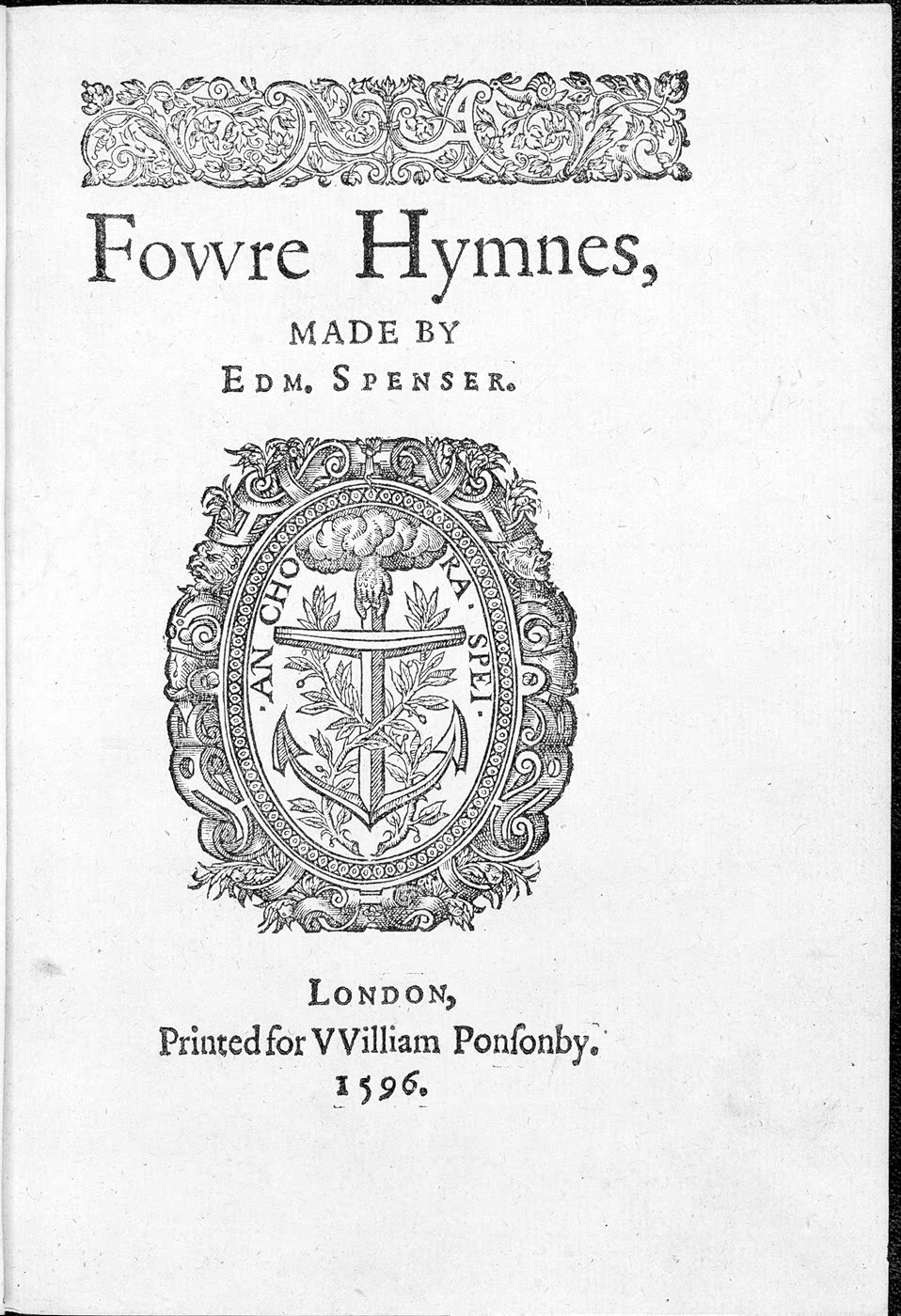
Prima pagină a cărții Fowre Hymnes, de Edmund Spenser, publicată la Londra de William Ponsonby în 1596

După ce și-a pierdut domiciliul, în decembrie 1598  Spenser a plecat la Londra, unde a murit după scurt timp, la Westminster, în ianuarie 1599, la vârsta de 46 ani. Ben Jonson susținea ca ar fi murit de inaniție („for want of bread”), în King Street, ceea ce ar fi greu de crezut, căci beneficia totuși, de o mică pensie de la autorități.
Spenser a fost înmormântat, pe spezele contelui de Essex, în Catedrala Westminster din Londra, alături de Geoffrey Chaucer, în ceea ce a devenit Colțul poeților în incinta catedralei. Sicriul a fost însoțit de mai mulți poeți, printre ei, poate, și Shakespeare, care au aruncat în mormânt niște monede și mai multe manuscrise cu poezii și elegii. 
 
A doua soție, care i-a supraviețuit, s-a măritat încă de două ori. Sora sa, Sarah, care îl însoțise în Irlanda, s-a căsătorit cu membru al familiei Travers, și urmașii ei au fost vreme de veacuri, moșieri însemnați din ținutul Cork.

### The Shepheardes Calender (Calendarul păstorului)

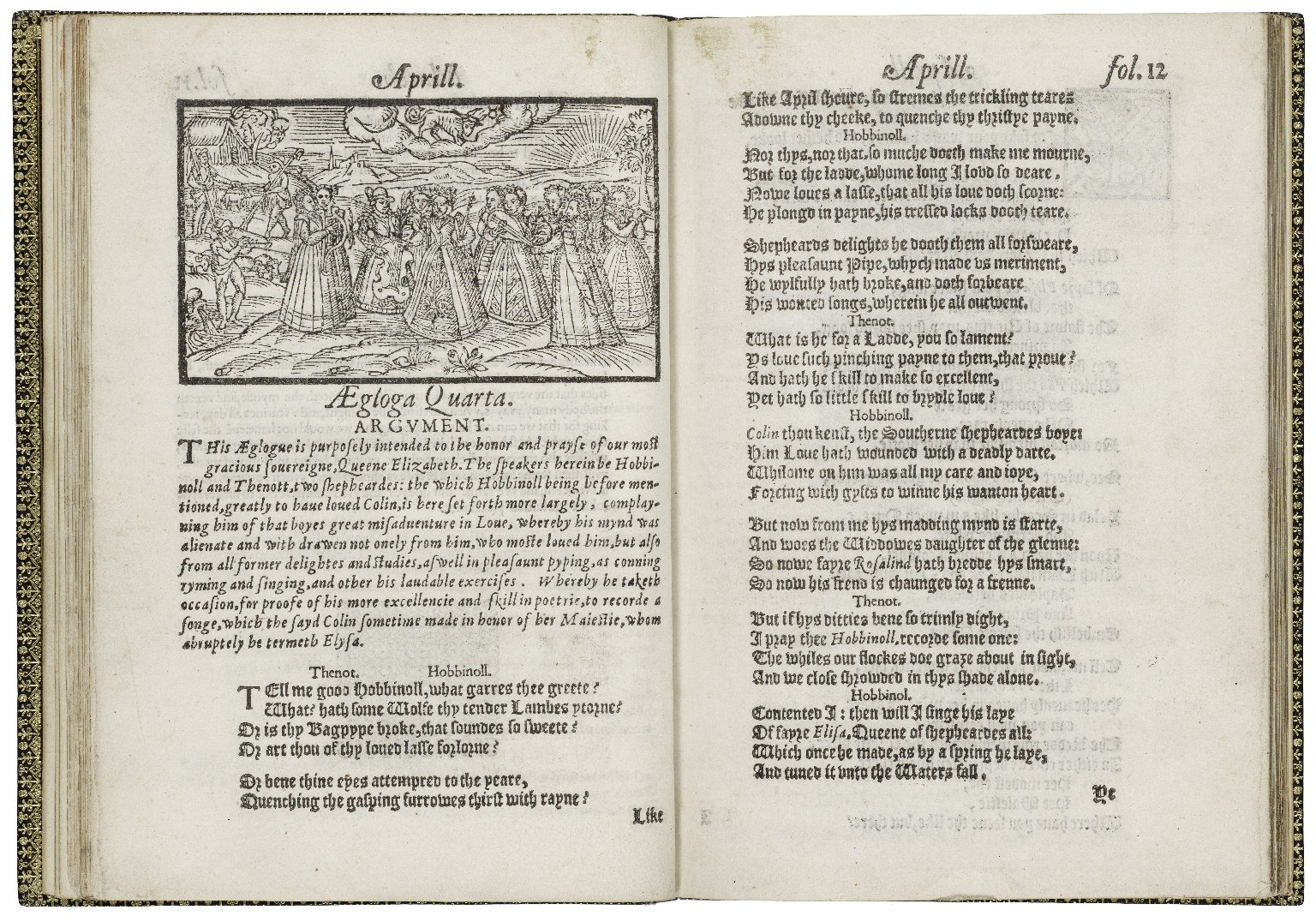
Prima pagină a eclogei April din Calendarul păstorului

A fost cea dintâi operă majoră a lui Spenser,  publicată în 1579 și bucurându-se de o primire entuziastă. 
Până în 1597 au ieșit cinci ediții ale poemului. Abia după mai mulți ani s-a aflat identitatea autorului care rămăsese anonim. 
Subiectul poemului, mitologic-savant  i-a fost sugerat de Philip Sidney 
Versurile sunt încă destul de convenționale .Se pot găsi în poem pe alocuri, și descrieri măiestrite ale vieții provinciei engleze.   
Poemul este alcătuit din 12 egloge, legate de cele 12 luni ale anului. El a avut ca model  Eglogele lui Vergiliu din Secolul I î.Hr., precum și de eglogele lui Baptista Mantuanus, un poet de la sfârșitul evului mediu și Renașterea timpurie. 

O eglogă este o poezie pastorală sub forma unui dialog sau a unui monolog. .Deși fiecare eglogă a fost concepută ca fiind legată de o lună a anului, ea este și o poezie de sine stătătoare. Edițiile de la sfârșitul secolului al XVI-lea și de la începutul secolului al 17-lea conținând gravuri în lemn, ca ilustrație pentru fiecare poezie/lună, și sunt oarecum similare așa numitelor cărți de embleme care combinau un număr de desene și texte, de obicei scurte viniete, zicale sau alegorii, cu o ilustrație însoțitoare.
De asemenea cartea este prevăzută cu explicații ale creației, inclusiv ale unor cuvinte dificile, scrise de un anumit I.K, prieten al poetului.

### The Faerie Queene

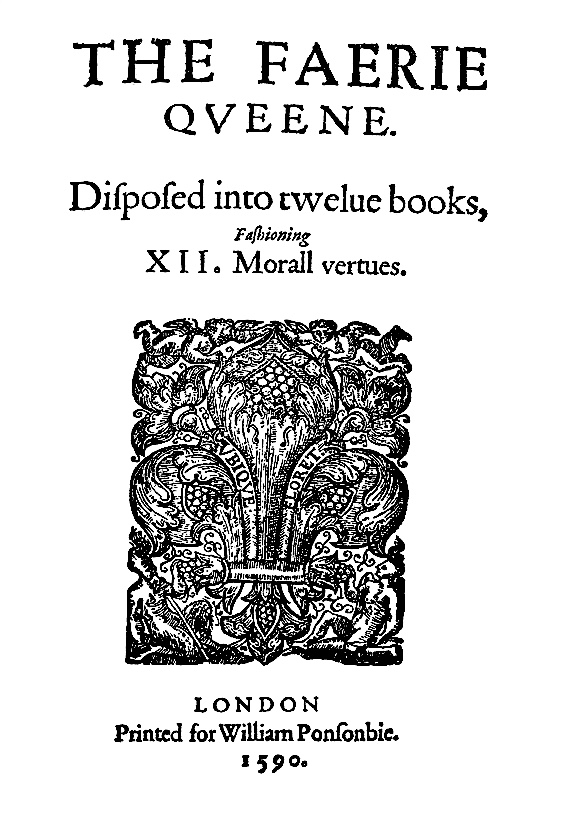
Frontispiciul poemului epic The Faerie Queene, tipărit de William Ponsonby în 1590.

Capodopera lui Spenser este poemul epic
The Faerie Queene. Primele trei „cărți” ale lui au fost publicate în 1590, iar al doilea set de trei „cărți” apărut în 1596. Spenser afirmă că  intenționa ca poemul să conțină douăsprezece „cărți” și prin urmare, versiunea cunoscută astăzi ar fi incompletă. Și, cu toate acestea el rămâne unul din cele mai lungi poeme din literatura engleză. Este o lucrare alegorică și se poate citi (așa cum Spenser intenționa) în patru nivele de alegorie - morală, religioasă, personală și politică - între care, ca o preamărire a Glorianei (regina Elisabeta I). În context alegoric, poemul urmărește faptele câtorva cavaleri, examinând diversele virtuți.  
În „Scrisoarea autorilor” atașată poemului, Spenser susținea că întregul poem epic este „învăluit ca intr-o ceață cu devize alegorice” și că obiectivul din spatele lui este de a plăsmui
un gentleman sau o persoană nobilă într-o disciplină virtuoasă și galantă .
Poemul a fost inspirat din „Orlando furioso” al lui Ludovico Ariosto, din „Ierusalimul eliberat” de Torquato Tasso. din poezia alegorică engleză a evului mediu și din romanele cavalerești  despre Regele Arthur.
„Poemul este considerat o culme a poeziei renascentiste engleze, atât prin minunatele tablouri și atmosfera zugrăvită, prin suflul poetic ce o străbate, prin imaginație, bun-gust, ritm și fluență, cât și prin desăvârșirea cu care  Spenser folosește dificila structura metrică a poemului” (Leon Levițchi).

### Poeziile mai scurte
În ultimul deceniu al secolului al XVI-lea Spenser a publicat numeroase poezii relativ scurte, lirice, aproape toate de dragoste și tristețe. În 1591 a publicat Complaints (Jeluiri), o culegere de poezii de o calitate deosebită  - jeluiri pe tonuri triste sau zeflemitoare. Patru ani mai târziu, în 1595, Spenser a publicat Amoretti și Epithalamion. Acest volum conține optzeci și opt sonete comemorând iubirea sa pentru Elizabeth Boyle. În 
Amoretti, dedicate dorului după femeie, se evidențiază umorul său subtil și înclinarea pentru parodie, prelucrând stilului lui Petrarca. 
.  Oda Epithalamion, ca în Amoretti, tratează neliniștile însoțind evoluția relației romantice și sexuale. Ea a fost scrisă cu ocazia nunții sale cu tânăra lui mireasă, Elizabeth Boyle. În anul următor Spenser a publicat Prothalamion, un cântec nupțial scris pentru cele două fiice ale unui duce, poate, în speranța de a intra in grațiile curții.
Suita de elegii The Ruins of Time (ruinele timpului) este în ochii criticilor, mai savantă și artificială.În schimb, The fate of the Butterfly (Soarta fluturelui) sau satira Mother Hubberd's Tale (Povestea măicuței Hubberd) care țintește curtea regală și clerul, se caracterizează prin tonul sincer si forma desăvârșită .
Coline Clout's Come Home (Colin Clout s-a întors acasă, 1595) este un poem autobiografic și parțial, satiric, reproducând pe larg unele convorbiri cu Sir Walter Raleigh..

### Strofa spenseriană și sonetul spenserian
În mai multe creații, inclusiv în The Faerie Queene Spenser a folosit o formă deosebită de versuri, numită strofa spenseriană. Strofa aceasta se bazează pe pentametrul iambic și un vers final în hexametru iambic (care are șase accente cunoscute ca alexandrine), iar schema rimei este ababbcbcc.
El a avut propria sa schemă de rime și în sonete. În sonetul spenserian, ultimul rând al fiecărui catren se leagă de primul rând al următorului, realizând schema de rime ababbcbccdcdee.
"Men Call you Fayre"  este un sonet exemplar din Amoretti. Poetul exprima în el conceptul adevăratei frumuseți. El dedică sonetul iubitei sale, Elizabeth Boyle și curtenirii ei. Ca toți reprezentanții Renașterii Edmund Spenser credea ca iubirea este un izvor inepuizabil de frumusețe și ordine. Frumusețea fizică se va spulbera în câteva zile, ea nefiind o frumusețe permanentă. Poetul accentuează însă frumusețea sufletului și frumusețea minții. El vede în iubita lui nu carne pur și simplu, ci o ființă spirituală. Poetul consideră că el este rodul iubit al unei semințe cerești, iar draga lui provine dintr-un spirit fără cusur. În virtutea sufletului ei curat, a inimii ei pure și a minții ei ascuțite, bărbații o califică drept  frumoasă și ea o merită. La sfârșitul poeziei, poetul îi laudă frumusețea spirituală și o adoră din cauza Sulfetului ei Divin.

## Moștenirea lui Spenser

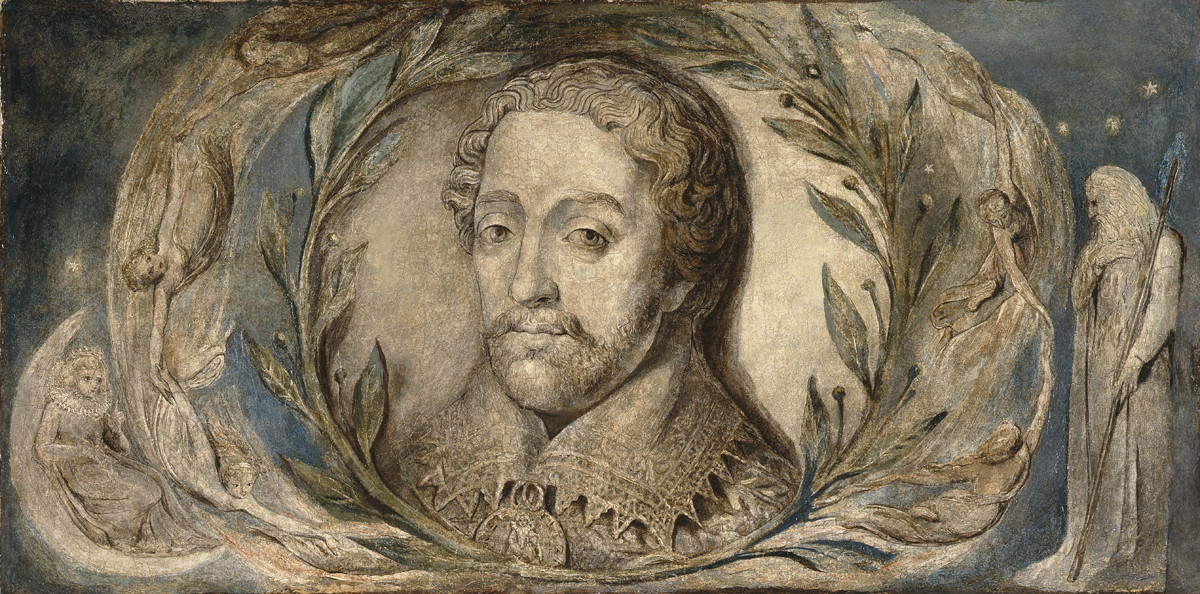
Portret al lui Edmund Spenser de William Blake - tempera pe canvas - în Manchester City Gallery

Deși Spencer stăpânea bine literatura clasică, cercetătorii au remarcat că poezia lui nu e o simplă reproducere a tradiției acesteia, ci are un caracter distinct. 
El a tins să pășească pe urmele unor poeți romani antici precum Vergil și Ovidiu, pe care i-a studiat în școală, dar multe din creațiile sale cele mai bine cunoscute, se deosebesc în mod evident de cele ale predecesorilor
Limba poeziei sale este intenționat arhaică, amintind de scrieri dint trecut precum Povestirile din Canterbury de Geoffrey Chaucer și Canțonierul al lui Petrarca, pe care Spenser le-a admirat mult.
Ca anglican  și supus devotat al reginei protestante Elisabeta I, Spenser s-a simțit ofensat de propaganda anti-elizabetană promovată de unii catolici. Ca mulți dintre protestanți din epoca Reformei, în ochii lui, Biserica Catolică apărea ca un factor plin de corupție, iar catolicismul - nu ca o religie eronată, ci ca o anti-religie. Acest sentiment răzbate în rândurile despre luptele din The Faerie Queene. Charles Lamb l-a chemat pe Spenser "the Poet's Poet" (Poet al poeților) și a fost admirat de John Milton, William Blake, William Wordsworth, John Keats, Lord Byron, Alfred Tennyson și alții. Între contemporanii săi, Walter Raleigh a scris în 1590 o poezie elogioasă despre The Faerie Queene, în care a afirmat că admira și aprecia opera lui Spenser mai mult decât orice altceva în limba engleză. John Milton în Areopagitica l-a menționat pe „poetul nostru înțelept și serios Spenser, pe care îndrăznesc să afirm în fața altora ca îl consider un învățător mai bun decât Scotus sau Aquinas. În secolul al XVIII-lea poetul Alexander Pope îl asemuia pe Spenser cu „„o iubită, cu defecte vizibile, dar pe care, în ciuda lor o iubesc”.

## „O opinie despre starea prezentă a Irlandei”
În pamfletul său politic A View of the Present State of Irelande(1596), redactat ca dialog între personajele Eudoxus și Irenius (prezentat ca expert în chestiunile Irlandei), Spenser a comentat diferite planuri de exercitare a controlului englez asupra Irlandei. Cea mai recentă răscoală irlandeză, condusă de Hugh O'Neill,conte de Tyrone, a demonstrat în acei ani futilitatea eforturilor engleze precedente.
Scrierea era concepută, în parte, în apărarea lui Sir Arthur Grey, care fusese numit în 1580 Lord Deputy al Irlandei, și care a influențat în mare măsură concepțiile poetului despre Irlanda. Scopul pamfletului era de a arăta cât de mult are Irlanda nevoie de o reformă. Spenser credea că„ Irlanda este o parte bolnavă a Statului, ea trebuie vindecată și reformată, ca să ajungă în poziția de aprecia legile bine gândite și beneficiile națiunii”. În A View of the Present State of Ireland, Spenser împărțea „relele” irlandezilor în trei categorii: legile, obiceiurile  și religia. După Spenser, aceste trei elemente acționau împreună în crearea „oamenilor destructivi și degradanți” care populau țara.  Un exemplu adus de autor este sistemul legal irlandez cunoscut ca Legea Brehon", care în acea vreme leza legea dictată de coroană. Sistemul Brehon își avea propriile tribunale și metode de pedepsire a infracțiunilor. Spenser vedea în acest sistem o cutumă înapoiată care a contribuit la „degradarea irlandezilor". Spenser era dezgustat în mod deosebit de metoda Brehon de pedepsire a omuciderii, prin impunerea unei amenzi  - éraic - asupra familiei criminalului. În opinia lui Spenser, pedeapsa adecvată pentru omucidere era pedeapsa capitală. Spenser a avertizat de asemenea, asupra primejdiilor permiterii învățământului în limba irlandeză: "Soe that the speach being Irish, the hart must needes be Irishe; for out of the aboundance of the hart, the tonge speaketh". Spenser a exprimat unele laude pentru tradiția poetică celtică, dar a folosit și analize tendențioase și neplauzibile pentru a demonstra că irlandezii sunt descendenți ai sciților barbari.
El a chemat la o tactică „a pământului pârjolit” în Irlanda, remarcând eficacitatea ei în A Doua Răscoală Desmond. 
"'Out of everye corner of the woode and glenns they came creepinge forth upon theire handes, for theire legges could not beare them; they looked Anatomies [of] death, they spake like ghostes, crying out of theire graves; they did eate of the carrions, happye wheare they could find them, yea, and one another soone after, in soe much as the verye carcasses they spared not to scrape out of theire graves; and if they found a plott of water-cresses or shamrockes, theyr they flocked as to a feast… in a shorte space there were none almost left, and a most populous and plentyfull countrye suddenly lefte voyde of man or beast: yett sure in all that warr, there perished not manye by the sworde, but all by the extreamytie of famine ... they themselves had wrought.'"
(în traducere liberă aproximativă - „Din fiecare colț al pădurii și glenuri au ieșit târând-se în mâini, pentru că nu se mai puteau ține pe picioare; arătau ca niște morți, vorbeau ca niște stafii, strigând din morminte; au mâncat din cadavre, fericiți unde le-au putut găsi,... iar dacă găseau un lot de năsturei de baltă sau trifoi, se îngrămădeau ca la un ospăț... într-un scurt timp nu mai rămăsese aproape nimeni, iar un ținut cât se poate de populat și îmbelșugat a rămas dintr-o dată fără țipenie de om sau de fiară: sigur, în acel război. nu mulți au pierit de sabie, ci numai prin strășnicia foametei... ei înșiși și-au făcut-o)

## In memoriam
- 1620 Potrivit cu dispoziția defunctei regine Elisabeta I, și cu finanțarea din partea Annei Clifford, contesa de Dorset (ale cărei mamă și mătușă au fost obiectul dedicației celor Patru Imnuri - Fowre Hymnes), pe mormântul lui Spenser s-a așezat un monument realizat de Nicholas Stone, și purtând inscripția:

„Heare lyes (expecting the second comminge of our Saviour Christ Jesus) the body of Edmond Spencer, the Prince of Poets in his tyme; whose Divine Spirrit needs noe othir witnesse then the works which he left behinde him. He was borne in London in the yeare 1553. And died in the yeare 1598 (sic)”

## Figura și opera lui Spenser în media artistică

### Pictură
- Eroine ale creațiilor lui Spenser au fost reprezentate în operele artiștilor Prerafaeliți, de exemplu: în vitraliile la intrarea în Colegiul de fete Cheltenham (1880)

### Literatură
- 1855 - romanul Westward Ho!  de scriitorul Charles Kingsley îl prezintă pe Spenser ca pe un poet-aventurier îndrăzneț, alături de Sir Walter Raleigh
- James Russell Lowell (1819-1891), profesor la Universitatea Harvard, i-a consacrat un eseu care accentueaza tendințele puritane și platonice din creația sa
- Wilfred Owen scria in jurnalele sale ca lectura lui Spenser era pentru el un mijloc de a se vedea transportat departe de ororile pe care le trăia pe linia de front
- William Butler Yeats a editat în 1906 o selecție însemnată a poeziei lui Spenser, scriindu-i o prefață în care își exprima ambivalența față de dubla imagine a lui Spenser în ochii săi, ca poet sensibil care aprecia frumusețile Irlandei și ca colonizator brutal care voia să impună localnicilor voința sa îngustă englezească
- o viziune asemănătoare despre Spenser se reflectă în opiniile criticului C. S. Lewis și ale unor creatori irlandezi și scoțieni din secolul al XX-lea precum Seamus Heaney, George MacBeth și Brendan Kennelly

### Muzica
- Maurice Green (1696-1755)  cântece -  pe texte din Amoretti - 25 Sonnets-[37]
- 1950 Benjamin Britten - Simfonia primăverii, include cântecul Merry Coockoo pentru tenor, pe versuri de Edmund Spenser
- 2021 - Gérard Pesson (n.1958) I Wrote it with the second hand CD - pentru voce si ansamblu instrumental (pe texte de Edmund Spenser și Joaquim Du Bellay)[38]

## Scrieri
1569: 
- Jan van der Noodt's A Theatre for Worldlings, incluzând poezii traduse în engleză de către Spenser din surse franceze, publicat de  Henry Bynneman la London[39]

1579: 
- The Shepheardes Calender (Calendarul păstorului), publicat sub pseudonimul "Immerito"[40] (a intrat în „Registrul Librarilor” (Stationers' Register) în decembrie[39])
- Iambicum Trimetrum

1590:
- The Faerie Queene (Crăiasa zânelor), Cărțile 1–3

1591:
- Complaints, Containing Sundrie Small Poemes of the Worlds Vanitie (Jeluiri conținând felurite poezioare despre deșertăciunea lumii) (a intrat în Registrul Librarilor în 1590[39]), include:
  - The Ruines of Time  (Ruinele timpului)
  - "The Teares of the Muses" (Lacrimile muzelor)
  - "Virgil's Gnat"
  - Prosopopoia, or Mother Hubberds Tale  (Povestea măicuței Hubberd)
  - "Ruines of Rome: by Joachim du Bellay"
  - Muiopotmos, or the Fate of the Butterflie  (Soarta fluturelui)
  - "Visions of the Worlds Vanitie"
  - "The Visions of Joachim du Bellay"
  - "The Visions of Petrarch"

1592:
- Axiochus, traducerea unui dialog pseudoplatonic din originalul grec antic; publicat de Cuthbert Burbie; atribuit lui "Edw: Spenser"[39] dar paternitatea nu este sigură[41]
- Daphnaïda. An Elegy upon the Death of the Noble and Vertuous Douglas Howard, Daughter and Heire of Henry Lord Howard, Viscount Byndon, and Wife of Arthure Gorges Esquier (O elegie la moartea Nobilei și Virtuoasei Douglas Howard, fiică și moștenitoare a lui Henry Lord Howard (publicată la Londra în ianuarie, după una din surse;[39] o altă sursă se referă la anul 1591[40]) A fost dedicată Helenei, marchiză de Northampton.[42]

1595:
- Amoretti and Epithalamion , cuprinzând:
  - Amoretti [39]
  - Epithalamion(poezie) [39]
- Astrophel. A Pastoral Elegie vpon the Death of the Most Noble and Valorous Knight, Sir Philip Sidney]] - elegie păstorească la moartea celui mai nobil și viteaz cavaler, Sir Philip Sidney
- Colin Clouts Come Home Againe (Colin Clout s-a întors acasă)

1596:
- Fowre Hymnes dedicate de la curtea din Greenwich;[39] published with the second edition of Daphnaida[40]
- Prothalamion [39]
- The Faerie Queene (Crăiasa zânelor), Cărțile 4–6[39]
- Babel, Empress of the East – poem cu prefață dedicat The Commonwealth of Venice al lui  Lewes Lewkenor] , 1599.

Postume:
- 1609:  Two Cantos of Mutabilitie  publicat împreună cu o retipărire a Crăiesei zânelor [43]
- 1611: Prima ediție folio a operelor alese ale lui Spenser[43]
- 1633: A Vewe of the Present State of Irelande , tratat în proză despre reforma Irlandei[44]publicată întâia dată de către Sir James Ware  înThe Historie of Ireland (Lucrarea lui Spenser a intrat în Registrul Librarilor în 1598 și a circulat în manuscris, nefiind publicată până la ediția lui Ware)[43]